# Demerara River
Der Demerara River ist ein Fluss von 345 km Länge in Guyana, der nahe Georgetown in den Atlantik mündet und im tropischen Regenwald entspringt. Die dunkelbraune Farbe des Flusses ist hauptsächlich das Resultat der großen Mengen von Bauxiterde aus dem Oberlauf, die der Strom bis in den Ozean trägt und die dort noch viele Kilometer nach seiner Mündung in den Atlantik sichtbar bleibt.
Der Fluss ist eine der wichtigsten Verkehrsadern des Landes und ermöglicht den Transport von Bauxit-Verarbeitungsprodukten aus dem Industriezentrum um Linden (105 km von der Mündung entfernt) zu den Weltmärkten. Der Fluss ist in seinem Oberlauf ab Malili (245 km von der Mündung entfernt) durch Stromschnellen bedingt nicht mehr schiffbar.